# Сойер, Джош
Джошуа Эрик Сойер (англ. Joshua Eric Sawyer) — американский геймдизайнер, геймдиректор и сценарист. Наиболее известен работой над Fallout: New Vegas.

## Биография
Начав с должности веб-дизайнера в Black Isle Studios в 1999 году, Сойер быстро поднялся по карьерной лестнице до должности младшего геймдизайнера Icewind Dale, а затем и ведущего геймдизайнера Icewind Dale II. В ноябре 2003 года Сойер объявил о своем уходе из Black Isle. Он работал ведущим геймдизайнером отмененной в конечном итоге Fallout 3 (под кодовым названием Van Buren ) совместно с Крисом Авеллоном. Interplay закрыла Black Isle через две недели после ухода Сойера.

## Игры
| Год  | Название                                   | Роль                               |
| ---- | ------------------------------------------ | ---------------------------------- |
| 2000 | Icewind Dale                               | геймдизайнер                       |
| 2001 | Icewind Dale: Heart of Winter              | геймдизайнер                       |
| 2002 | Icewind Dale II                            | ведущий геймдизайнер               |
| 2006 | Neverwinter Nights 2                       | ведущий геймдизайнер               |
| 2007 | Neverwinter Nights 2: Mask of the Betrayer | дополнительный дизайн              |
| 2010 | Alpha Protocol                             | дополнительный дизайн              |
| 2010 | Fallout: New Vegas                         | геймдиректор, ведущий геймдизайнер |
| 2015 | Pillars of Eternity                        | геймдиректор, ведущий геймдизайнер |
| 2018 | Pillars of Eternity II: Deadfire           | геймдиректор, сценарист            |
| 2022 | Pentiment                                  | геймдиректор, сценарист            |